# Dimitar Largov
Dimitar Simeonov Largov (Sófia, 10 de setembro de 1936 — Sófia, 26 de novembro de 2020) foi um futebolista búlgaro, que atuava como meia.

## Carreira
Fez parte do elenco da Seleção Búlgara na Copa do Mundo de 1966.